# Hebrides-Klasse
Die Hebrides-Klasse ist eine aus ehemals drei Einheiten bestehende Fährschiffsklasse der britischen Reederei Caledonian MacBrayne.
Das einzig verbliebene Schiff der Klasse ist die als Columba gebaute und Ende der 1980er-Jahre zu einem Kreuzfahrtschiff umgebaute Hebridean Princess.

## Geschichte
Die Schiffe wurden auf der Werft Hall, Russell & Company in Aberdeen gebaut. Auftraggeber war die Schifffahrtsabteilung des Department of Agriculture and Fisheries for Scotland. Rechtlich gehörten die Schiffe dem Secretary of State for Scotland. Betrieben wurden sie zunächst von David MacBrayne in Glasgow, ab den 1970er-Jahren dann von der neu gegründeten Caledonian MacBrayne, die aus dem Zusammenschluss von David MacBrayne und Caledonian Steam Packet Company entstanden war. Die Baukosten der Schiffe beliefen sich zusammen auf rund 2 Mio. £.
Die Schiffe fuhren unter der Flagge des Vereinigten Königreichs. Heimathafen war zunächst Leith. Anfang 1973 wurden die Schiffe in Glasgow registriert.
Die Schiffe waren Bestandteil des Python-Plans der britischen Regierung und sollten im Falle eines nuklearen Schlagabtausches zwischen der Sowjetunion und dem Westen die Aufrechterhaltung bzw. Wiederherstellung der staatlichen Ordnung sichern helfen. Im Kriegsfall sollten dafür um die 130 Personen an Bord der Schiffe ausharren, die entlang der schottischen Küsten oder in einem Loch Schutz suchen sollten. Die Autodecks der Schiffe konnten mithilfe von stabilen Toren verschlossen werden und in den Schiffen ein Überdruck erzeugt werden, um das Eindringen von atomaren, biologischen oder chemischen Kampfstoffen aus der Umgebungsluft in das Schiffsinnere zu verhindern. Die Aufbauten waren mit Sprinkleranlagen versehen, um Kampfstoffe und Fallout abwaschen zu können. An Bord standen Schleusen und Räume zur Dekontamination zur Verfügung.

## Beschreibung
Der Antrieb erfolgte durch zwei Zweitakt-Achtzylinder-Dieselmotoren des Herstellers Crossley Bros. in Manchester (Typ: HRP 8/47). Die Motoren leisteten zusammen 1.765 kW und wirkten auf zwei Propeller. Obwohl die Schiffe über zwei Propeller verfügten, waren sie nur mit einem Ruder ausgerüstet. Die Schiffe erreichten eine Geschwindigkeit von 14 kn. Für die elektrische Versorgung waren vier Gleniffer-Dieselgeneratoren mit jeweils 140 kW Leistung in einem separaten Generatorraum untergebracht. Die An- und Ablegemanöver konnten mit einem Bugstrahlruder von Brown Brothers & Company unterstützt werden, was ein Novum für die Fähren der Reederei war. Darüber hinaus waren die Fähren mit Stabilisatoren ausgerüstet, die ebenfalls von Brown Brothers & Company stammten.
Die Schiffe verfügten über fünf Decks. Auf dem unteren Deck befand sich der Maschinenraum. Vor und hinter dem Maschinenraum waren Kabinen für Passagiere und Besatzungsmitglieder eingerichtet. Auf dem darüberliegenden Hauptdeck befand sich das Ro-Ro-Deck, das sich über die gesamte Länge der hinteren Decksaufbauten sowie auf einen Teil im Vorschiffsbereich erstreckte.
Die Be- und Entladung der Schiffe erfolgte über vor den Decksaufbauten angebrachte Rampen auf beiden Seiten der Schiffe, mit deren Hilfe Fahrzeuge in das auf dem Hauptdeck liegende Fahrzeugdeck gebracht wurden. Die Rampen führten auf eine über die gesamte Breite des Schiffes reichende, hydraulisch in der Höhe verfahrbare Plattform mit Drehscheiben, die genutzt wurde, wenn das Hauptdeck tiden- oder ladungsbedingt unterhalb des Höhenniveaus der Pier lag. Eine weitere Drehscheibe befand sich im hinteren Bereich des Fahrzeugdecks. Mit ihrer Hilfe konnten insbesondere Fahrzeuge ohne eigenen Antrieb, wie z. B. Fuhrwerke, gedreht werden, um sie anschließend zu den Rampen ziehen zu können. Teile des Fahrzeugdecks konnte mit Verschlägen für den Viehtransport ausgerüstet werden.
Die Einrichtungen für die Passagiere befanden sich auf dem Ober-, Promenaden- und Bootdeck. Auf dem Oberdeck befanden sich eine Cafeteria und ein Restaurant mit dahinter liegender Kombüse und Pantry im hinteren Bereich sowie eine Lounge im vorderen Bereich der Aufbauten. Weiterhin waren hier u. a. die Rezeption und ein kleiner Laden untergebracht. Auf dem Promenadendeck befand sich im vorderen Bereich die „Obervation Lounge“, im hinteren Bereich ein offenes Sonnendeck. Dazwischen waren u. a. Kabinen der Besatzung untergebracht. Weitere Kabinen der Besatzung sowie die Brücke befanden sich auf dem Bootsdeck. Im hinteren Teil des Decks befand sich ein weiteres Sonnendeck, das für Passagiere zugänglich war.
Die Schiffe waren für 600 Passagiere zugelassen (in den Wintermonaten war die Passagierkapazität auf 400 Personen reduziert). In den Passagierkabinen auf dem unteren Deck konnten 51 Personen untergebracht werden.

## Schiffe
| Hebrides-Klasse | Hebrides-Klasse | Hebrides-Klasse | Hebrides-Klasse              | Hebrides-Klasse                                                        |
| Bauname         | Baunummer       | IMO-Nummer      | Stapellauf Ablieferung       | Spätere Namen und Verbleib                                             |
| --------------- | --------------- | --------------- | ---------------------------- | ---------------------------------------------------------------------- |
| Hebrides        | 910             | 6401165         | 20. November 1963 April 1964 | 1985: Devoniun, 1993: Illyria, 2003 zum Abbruch verkauft, verschrottet |
| Clansman        | 911             | 6404935         | 15. Januar 1964 Juni 1964    | 1985: Tamira, 1986: Al Hussein, 1986: Al Rasheed, 2010 verschrottet    |
| Columba         | 912             | 6409351         | 12. März 1964 21. Juli 1964  | Umbau zum Kreuzfahrtschiff; seit 1989 als Hebridean Princess in Fahrt  |

### Hebrides
Der Stapellauf des Schiffes erfolgte am 20. November 1963. Abgeliefert wurde es im April 1964 und am 15. April in Dienst gestellt. Das Schiff wurde im Fährverkehr der Hebriden zwischen der zu den Inneren Hebriden zählenden Insel Skye und den beiden zu den Äußeren Hebriden zählenden Inseln North Uist und Lewis and Harris eingesetzt.
Im November 1985 wurde das Schiff von Caledonian MacBrayne außer Dienst gestellt und an Torbay Seaways in Torquay verkauft. Neuer Name des Schiffes wurde Devoniun, eingesetzt wurde es ab 1986 im Fährverkehr zwischen Torquay und den Kanalinseln. 1990 wurde das Schiff in Ipswich aufgelegt und im Mai 1993 verkauft. Das Schiff, das nun unter der Flagge von St. Vincent und den Grenadinen mit Heimathafen Kingstown fuhr, wurde in Illyria umbenannt und in der Adria zunächst zwischen Brindisi in Italien und Vlora in Albanien, später dann zwischen Bari und Durrës bzw. Brindisi und Durrës eingesetzt. 1998 wurde das Schiff für einige Zeit zwischen Kingstown auf St. Vincent und der Inselwelt von St. Vincent und den Grenadinen eingesetzt.
Im Juli 2003 wurde das Schiff zum Abbruch in die Türkei verkauft und anschließend in Aliağa verschrottet.

### Clansman
Der Stapellauf des Schiffes erfolgte am 15. Januar 1964. Abgeliefert wurde es im Juni 1964 und am 5. Juni 1964 auf der Strecke zwischen Mallaig auf dem schottischen Festland und Armadale auf der Insel Skye in Dienst gestellt. Da die Strecke im Winter nicht bedient wurde, konnte das Schiff in den Wintermonaten als Ersatzschiff auf anderen Strecken der Reederei eingesetzt werden.
Ab Juni 1967 bediente das Schiff neben der Stammroute zwischen Mallaig und Armadale zusätzlich die Verbindung von Mallaid nach Lochboisdale auf der Insel South Uist. 1971 und 1972 wurde außerdem Castlebay auf Barra angelaufen. Anfang 1970 war das Schiff für einige Monate an die Caledonian Steam Packet Co. verchartert, die es zwischen Gourock und Dunoon sowie zeitweise zwischen Wemyss Bay und Rothesay einsetzte.
Anfang 1971 wurde das Schiff vom Highlands and Islands Development Board für eine „Highland Fling“-Veranstaltung in London genutzt. Das Schiff lag hierfür zehn Tage an der Tower Pier. An Bord gab es Ausstellungen über die schottischen Regionen, Industrie, Fischerei und Tourismus.
Ab Oktober 1972 wurde das Schiff auf einer Werft in Troon umfangreich umgebaut. Neben einer Verlängerung um gut zehn Meter wurde es mit einer Bug- und Heckrampe und einem Bugvisier ausgestattet, wodurch die Be- und Entladung des Schiffes deutlich vereinfacht wurde. Die Seitenrampen wurden im Zuge des Umbaus entfernt. Außerdem wurde die Ruderanlage umgebaut und das Schiff mit zwei Rudern ausgerüstet sowie die vorhandene Maschinenanlage automatisiert und auf Brückensteuerung umgestellt. Der Umbau des Schiffes dauerte knapp neun Monate.
Nach dem Umbau wurde das Schiff ab Juni 1973 zunächst zwischen Ullapool auf dem schottischen Festland und Stornoway auf der Insel Lewis and Harris eingesetzt. Es stellte sich jedoch als für die Route zu schwach motorisiert heraus und wurde Ende August 1974 durch die Suilven ersetzt. In der Folge bediente das Schiff die Strecke zwischen Oban und Craignure auf der Isle of Mull und verkehrte ab April 1976 zwischen Ardrossan and Brodick auf der Isle of Arran. Seit 1975 wurde das Schiff auch regelmäßig an P&O Ferries verchartert, die das Schiff zwischen Scrabster und Stromness auf den Orkneyinseln einsetzten.
Nach einem Motorschaden im März 1984 wurde das Schiff in Greenock aufgelegt und im August des Jahres an Torbay Seaways verkauft. Torbay Seaways ließ den Motor instand setzen und wollte das Schiff im Fährverkehr von Torquay zu den Kanalinseln einsetzen. Dies scheiterte jedoch, da das Unternehmen keine Genehmigung für den Bau einer dafür nötigen Ro-Ro-Rampe erhielt. Torbay Seaways verkaufte das Schiff daraufhin nach Malta, wo es kurzzeitig als Tamira unter der Flagge Maltas auf einer Route zwischen Malta und Gozo eingesetzt wurde. 1986 wurde das Schiff erneut verkauft und wieder nur kurzzeitig als Al Hussein im Golf von Akaba eingesetzt. Anschließend fuhr es als Al Rasheed zwischen Dschidda und Massaua. 2010 wurde das Schiff verschrottet.

### Columba
Der Stapellauf des Schiffes erfolgte am 12. März, die Fertigstellung am 21. Juli 1964. Das Schiff wurde zunächst zwischen Oban und Craignure eingesetzt und lief auch Lochaline auf der Halbinsel Morvern an. Ab 1973 ersetzte es die Clansman auf der Strecke zwischen Mallaig und Armadale. Später wurde das Schiff wieder in Oban stationiert und verkehrte von hier zu den Inseln Coll, Tiree und Colonsay. Außerdem wurden wieder Lochaline auf der Halbinsel Morvern sowie Tobermory auf der Isle of Mull angelaufen.

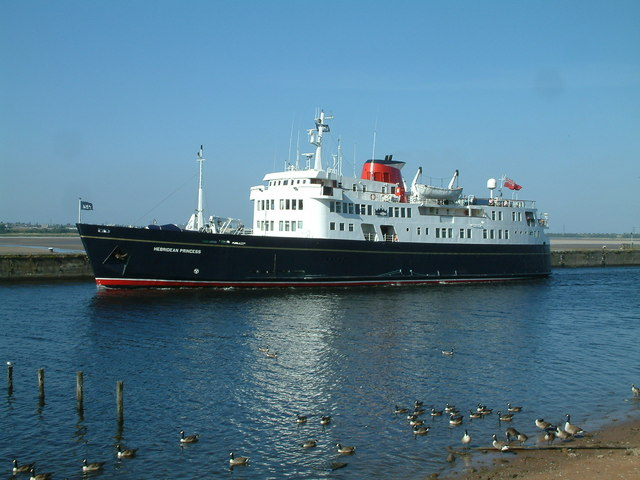
Hebridean Princess

Ende 1988 wurde das Schiff außer Dienst gestellt und an Hebridean Island Cruises in Skipton verkauft, die es in Great Yarmouth zu einem Kreuzfahrtschiff umbauen ließ. Die Einrichtungen für maximal 50 Passagiere, die in 30 Kabinen untergebracht werden können, verteilen sich auf alle fünf Decks des Schiffes. Im Zuge des Umbaus wurde das Schiff mit zwei zusätzlichen Rudern ausgerüstet, die mit dem bisherigen Ruder verbunden sind, aber direkt von den Propellern angeströmt werden. Die Seitenrampen blieben zunächst erhalten. Sie wurden 1992 entfernt.
Das Schiff wurde nach dem Umbau 1989 als Hebridean Princess wieder in Dienst gestellt und für exklusive Reisen entlang der Westküste der schottischen Highlands und durch die Inselwelt der Inneren und Äußeren Hebriden eingesetzt. Später wurden auch Reisen nach Irland, zu den Orkney- und Shetlandinseln, Island und in die Fjorde Norwegens angeboten.
1998 wurde das Schiff an Altnamara Shipping in Greenock verkauft, aber weiter von Hebridean Island Cruises betrieben. Bereedert wird das Schiff zu dem zur Stena-Gruppe gehörenden Unternehmen Northern Marine Ferries in Clydebank.

## Trivia
Bei allen drei Schiffen gab es beim Stapellauf Probleme. Die Hebrides wurde wegen eines Streiks verspätet zu Wasser gelassen, bei der Clansman verzögerte sich der Stapellauf wegen eines Defekts an der Slipanlage und die Columba wurde beim Zuwasserlassen durch starken Wind gegen die Clansman gedrückt, die noch in der Werft lag.